# Szalmia
Szalmia (niem. Schalmey) – osada w Polsce położona w województwie warmińsko-mazurskim, w powiecie braniewskim, w gminie Płoskinia.
W latach 1975–1998 miejscowość administracyjnie należała do województwa elbląskiego. Osada znajduje się w historycznym regionie Warmia.

## Historia

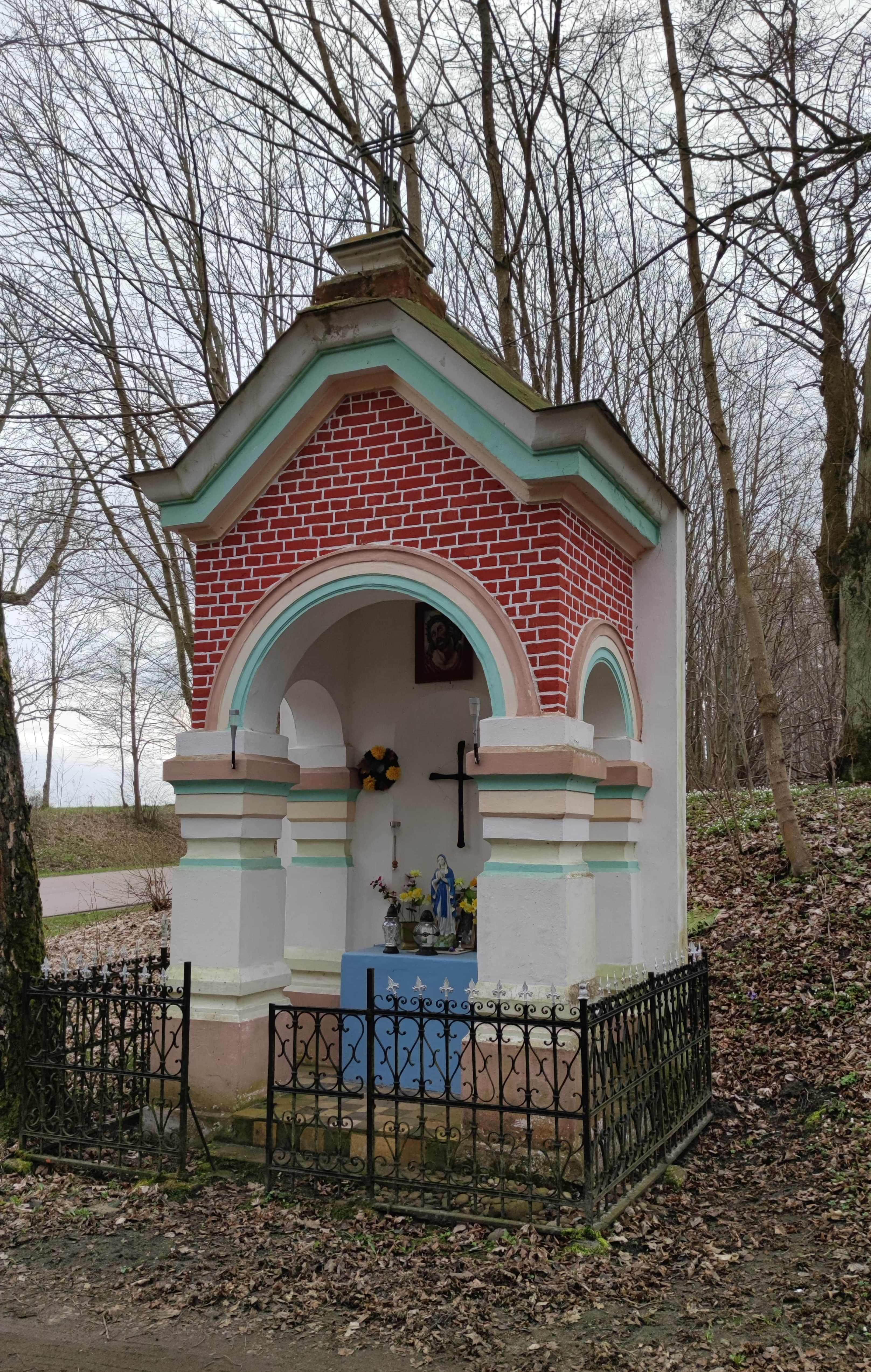
Kapliczka przydrożna w Szalmi

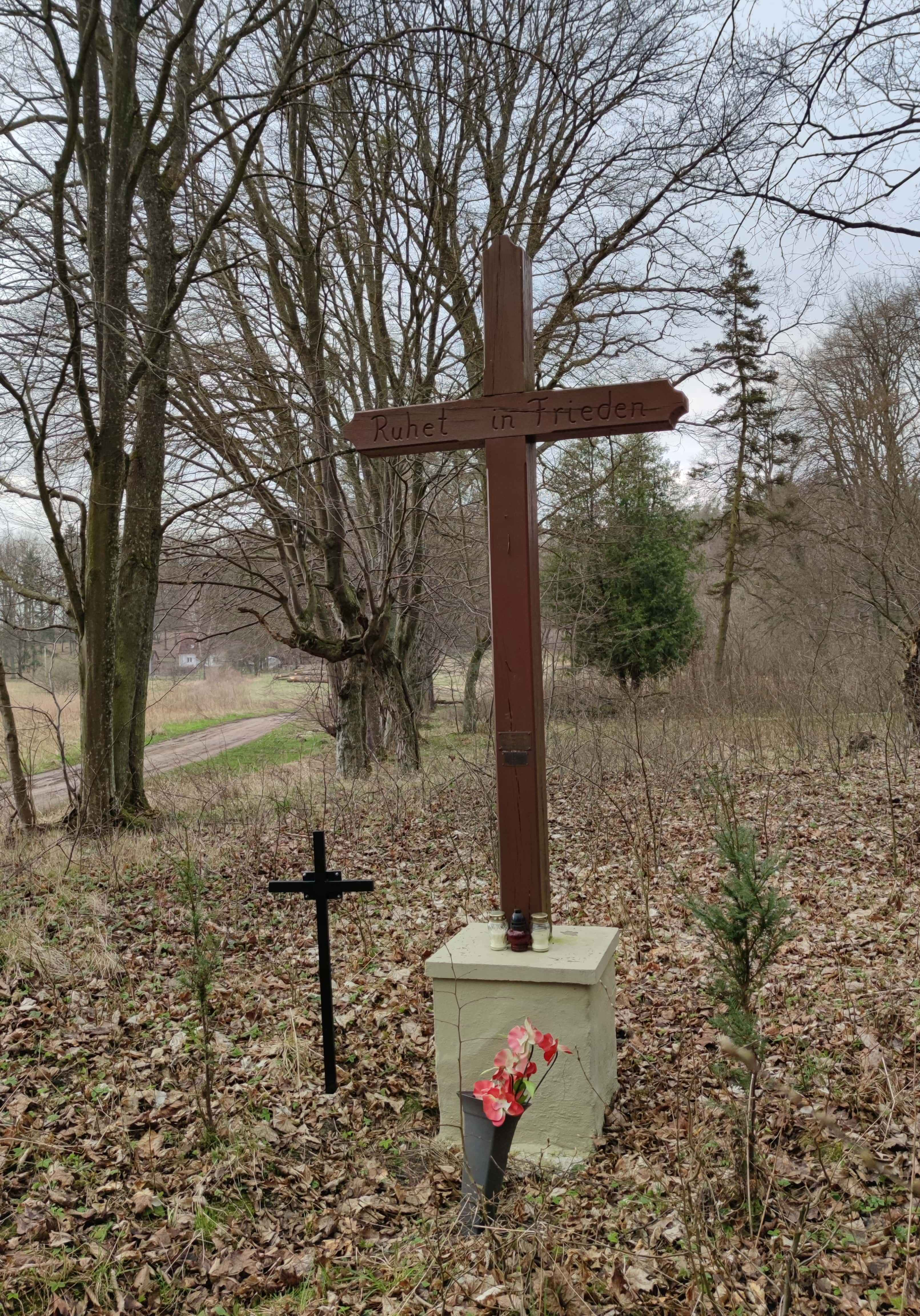
Krzyż z 1996 roku upamiętniający zmarłych mieszkańców

Kościół w Szalmi wybudowany był w latach 1330–1340. Była to okazała budowla przebudowywana w latach 1903–1906. Kościelna wieża dobudowywana była w roku 1622. Kościół został zniszczony w 1945 roku. 
Przed rokiem 1525 parafia w Szalmi należała do archiprezbiteratu braniewskiego.